# 莫里茨 (黑森)
黑森的莫里茨（德文：Moritz Prinz von Hessen，1926年8月6日—2013年5月23日），全名莫里茨·腓特烈·卡尔·埃曼努埃尔·亨贝特（Mori tz Friedrich Karl Emmanuel Humbert），黑森家族首領，称黑森领地伯爵。

## 生平
莫里茨是黑森-卡塞尔的菲利普与意大利公主玛法尔达的长子，1926年生于皮埃蒙特大区库内奥省的拉孔尼吉城堡。出生时使用意大利的姓名：毛里齐奥·德·黑森（Maurizio d'Assia）。
二战时，他的父亲被盖世太保拘禁，母亲被投入监狱，并在布痕瓦尔德集中营去世。
1968年，他的远房叔父黑森-达姆施塔特的路德维希去世。他作为无嗣叔父的养子，他继承了叔父的黑森大公继承权和大公家族的产业，包括许多有文化价值的收藏品。
1980年，莫里茨的父亲菲利普去世。莫里茨成为全黑森家族的族长，从而将1567年起分裂的卡塞尔和达姆施塔特两支重新合并。
莫里茨曾供职于达姆施塔特的一家科技研究所。

## 婚姻子女
1964年，莫里茨與塞恩-維特根施泰因-貝勒堡的塔緹亞娜結婚。塔緹亞娜出身自塞恩-維特根施泰因家族，父親是前家族首領古斯塔夫·阿爾布雷希特，兄長是理查·塞恩-維特根施泰因-貝勒堡，丹麥女王瑪格麗特二世的妹夫。莫里茨與塔緹亞娜有四個孩子。
- 瑪法爾達（英语：Mafalda von Hessen）（1965年7月6日出生）
- 海因里希（1966年10月17日出生）
- 埃蕾娜（1967年11月8日出生）
- 菲利普（1970年9月17日出生）

## 关于芬兰王位的假设
当初腓特烈·卡爾被推选为芬兰国王时，他把次子沃尔夫冈·莫里茨立为王储。由此有一种假设是黑森家族的长子留在德国继承家族的称号和产业，而次子则去芬兰担任国王。沃尔夫冈没有子嗣，因此芬兰王位就应传给他的侄子莫里茨（长子）或亨利（次子）。但亨利无嗣去世，因此芬兰王位有可能传给莫里茨的长子多纳图斯或者次子菲利普·罗宾。菲利普曾在2002年被赫尔辛基日报作为芬兰国王邀请到芬兰访问。在非正式的采访中，他开玩笑地说“如果你们（芬兰人民）要修改宪法的话，我可以被用上（意即成为芬兰国王）”。
而另外一种假设则是，由于没有制订正式的芬兰王位继承顺序的法律，那么所能依靠的法律原则上是1772年生效直至1919在芬兰失效的“长子继承制”。根据这个规则，沃尔夫冈的继承人则是莫里茨。而莫里茨在2013年去世之后，芬兰王位则由其长子多纳图斯继承。但是如果像其它北欧国家那样制订了性别平等的王位继承法的话，那么莫里茨的继承人则应该是其长女玛法尔达。

## 資料來源
1. ↑  .   [2013-05-25]. （原始内容存档于2021-05-06）.
2. ↑  . radionova.fi. 2015-01-11  [2017-04-24]. （原始内容存档于2019-12-05） （芬兰语）.
3. ↑  Baer, Katarina. . Helsingin Sanomat. 2016-12-14  [2017-04-24]. （原始内容存档于2019-12-04） （芬兰语）.
4. ↑  . Helsingin Sanomat. 2016-12-18  [2017-04-24]. （原始内容存档于2019-12-03） （芬兰语）.
5. ↑  . Suomen Kuvalehti. 2013-05-31  [2018-02-23]. （原始内容存档于2020-08-05） （芬兰语）.

| 莫里茨 (黑森) 黑森王朝出生于：1926年8月6日逝世於：2013年5月23日 | 莫里茨 (黑森) 黑森王朝出生于：1926年8月6日逝世於：2013年5月23日 | 莫里茨 (黑森) 黑森王朝出生于：1926年8月6日逝世於：2013年5月23日 |
| 王位覬覦者                                                      | 王位覬覦者                                                      | 王位覬覦者                                                      |
| --------------------------------------------------------------- | --------------------------------------------------------------- | --------------------------------------------------------------- |
| 前任： 黑森-卡塞尔的菲利普                                      | 黑森家族卡塞尔支族长 1980年至2013年                             | 繼任： 多纳图斯                                                 |
| 前任： 路德维希                                                 | 黑森大公继承人 1968年至2013年                                   | 繼任： 多纳图斯                                                 |
| 前任： 沃尔夫冈·莫里茨                                          | 芬兰国王（假定继承人） 1989年-2013年                            | 繼任： 多纳图斯 或者 菲利普·罗宾                                |